# دنبولاس
دنبولاس (به لهستانی:  Dębolas) یک روستا در لهستان است که در گمینا کارلینو واقع شده است.